# Siân Phillips
Jane Elisabeth Ailwên Phillips CBE (Gwaun-Cau-Gurwen, Neath, Gal·les, 14 maig de 1933), més coneguda com a Siân Phillips, és una actriu gal·lesa.

## Biografia
El seu idioma matern és el gal·lès; va aprendre l'anglès sentint la ràdio.
Ha participat en algunes pel·lícules i programes de televisió, però la seva fama es deu sobretot a la seva interpretació del personatge Lívia Drusil·la, l'esposa de l'emperador August a l'adaptació feta per a la televisió per la BBC de la novel·la Jo, Claudi, de Robert Graves, i també com a Ann, l'esposa l'espia Smiley (sir Alec Guinness) a la sèrie Tinker, Tailor, Soldier, Spy, també de la BBC.
Fou ennoblida el 2000 amb el títol de "Dame" (Dama Comendadora de l'Ordre de l'Imperi Britànic, DBE), equivalent al masculí títol vitalici de "Sir".

## Vida familiar
Va estar casada en segones núpcies amb Peter O'Toole, amb qui va tenir dues filles, Pat i Kate. Va escriure sobre aquest període de la seva vida en el segon volum de la seva autobiografia, Public Places. Més tard es va casar amb l'actor britànic Robin Sachs, de qui es va divorciar posteriorment.

### Filmografia (llista no exhaustiva)
- 2006: The Gigolos
- 1993: 
  - Heidi (TV)
  - L'edat de la innocència
- 1989: Valmont
- 1985: Star Wars, els Ewoks: la lluita per Endor (TV)
- 1984: La caravana del valor: Una aventura dels Ewoks (TV)
- 1984: Dune
- 1981: Lluita de titans (Clash of the Titans)
- 1976: Jo, Claudi (TV)
- 1972: Under Milk Wood
- 1971: La guerra de Murphy
- 1969: Goodbye, Mr. Chips
- 1965: El somiador rebel
- 1964: Becket
- 1962: The Longest Day